# Orthostichidium excavatum
Orthostichidium excavatum là một loài rêu trong họ Pterobryaceae. Loài này được (Mitt.) Broth. mô tả khoa học đầu tiên năm 1906.